# テリー・カミングス
ロバート・テレル・"テリー"・カミングス (Robert Terrell "Terry" Cummings, 1961年3月15日 - ) は、アメリカ合衆国イリノイ州シカゴ出身のNBAで活躍したバスケット選手。

## 来歴
デポール大学に在籍、1982年にはNCAAオールアメリカンのファーストチームに選ばれた。1982年のNBAドラフトで1順目2位でサンディエゴ・クリッパーズに入団。1試合平均23,7得点と10,7リバウンドを記録し新人王を獲得した。クリッパーズで2シーズンプレーした後、ミルウォーキー・バックスにトレードされて1985年、1989年のオールスターゲームに出場した。その後サンアントニオ・スパーズにトレードされ6シーズンプレーした。ひざの深刻な怪我をするまでは1試合平均20得点、8リバウンドの成績を残しリーグ屈指のパワーフォワードとして活躍したが1992年夏にひざを故障し、1992-1993シーズンは開幕から74試合に欠場、その後は以前のようなオールスター級の活躍は見せることができず重要な控え選手となった。その後バックスに復帰、シアトル・スーパーソニックス、フィラデルフィア・セブンティシクサーズ、ニューヨーク・ニックス、ゴールデンステート・ウォリアーズと渡り歩き1999-2000シーズン終了と共に現役を引退した。
18シーズンで19,460得点をあげ得点歴代50傑に入った。1試合平均16.4得点、7.3リバウンドの成績を残した。
現役引退後はペンテコステ派の教役者となり元チームメートのショーン・エリオットの結婚式も執り行った。彼の息子のT・J・カミングスはNBAデベロップメント・リーグのアルバカーキ・サンダーバーズでプレーした後、2011年からbjリーグの大分ヒートデビルズでプレーしている。